# Ambasadorowie Chin w Namibii
Chińska Republika Ludowa posiada w Republice Namibii swojego przedstawiciela w randze ambasadora od 1990 roku.
| L.p. | Ambasador     | Okres pełnienia funkcji       |
| ---- | ------------- | ----------------------------- |
| 1.   | Ji Peiding    | lipiec 1990 – listopad 1993   |
| 2.   | An Yongyu     | listopad 1993 – sierpień 1996 |
| 4.   | Lian Zhengbao | wrzesień 1996 – sierpień 1998 |
| 5.   | Tang Zhenqi   | wrzesień 1998 – czerwiec 2000 |
| 6.   | Chen Laiyuan  | lipiec 2000 – czerwiec 2003   |
| 7.   | Liang Yinzhu  | sierpień 2003 – listopad 2007 |
| 8.   | Ren Xiaoping  | listopad 2007 – maj 2010      |
| 9.   | Wei Ruixing   | maj 2010 – lipiec 2012        |
| 10.  | Xin Shunkang  | lipiec 2012 – grudzień 2016   |
| 11.  | Qiu Xuejun    | od grudnia 2016               |